# Ruth Deutsch Lechuga
Ruth Deutsch Lechuga (* 6. Februar 1920 in Wien; † 19. September 2004 in Mexiko-Stadt) war eine mexikanische Ärztin, Anthropologin und Fotografin.

## Leben
Ihre Kindheit und Jugend verbrachte Ruth Deutsch in Wien, wo sie 1938 auch ihre Matura ablegte. Im Jahr 1939 gelang ihrer Familie mit Hilfe von Verwandten die Emigration nach Mexiko, dem Land, das ihr Vater Arnold Deutsch schon immer bewundert hatte. Von 1940 bis 1946 studierte sie Medizin und promovierte 1946.
Gemeinsam mit ihrem Vater, von dem sie das Interesse an der mexikanischen Volkskunst übernahm, begann sie das Land zu erkunden. Im Laufe der Jahre baute sie eine der umfangreichsten anthropologischen Sammlungen Lateinamerikas auf. Ihre Sammlung enthielt Masken, Puppen, Textilien, Keramiken und Kunsthandwerk aus Blech und Holz. Untergebracht war die Sammlung in einem Privatmuseum im Edificio Condesa, einem Jugendstil-Wohnbau in der Nähe des Schlosses Chapultepec in der Hauptstadt des Landes. Kurz vor ihrem Tod vermachte sie die Sammlung dem mexikanischen Museum Franz Mayer. Im Jahre 1954 erwarb sie die mexikanische Staatsbürgerschaft.
Von 1965 bis 1979 führte sie ein eigenes klinisch-serologisches Labor. Ab 1973 lag ihr Arbeitsschwerpunkt ganz auf Anthropologie und ethnografischer Fotografie. 1956 gehörte sie zu den Gründern der Foto-Gruppe „La Ventana“. Sie wirkte an zahlreichen Kollektivausstellungen, Einzelausstellungen, u. a. 1964 an der Escuela Nacional de Artes Plásticas in Mexiko, mit. Ihre Fotos – das Archiv umfasst mehr als 20.000 Negative – sind in wichtigen ethnologischen Sammlungen in Mexiko, den USA und Italien zu finden.

## Schriften
- Fiestas in Mexico: Complete Guide to Celebrations throughout the Country. México, D.F. 1978.
- Las técnicas textiles en el Méxica indígena. Ebd. 1982.
- El traje de los indígenas en México. Ebd. 1990, 4. Aufl. 1997. ISBN 968-38-0004-1
- Máscaras tradicionales de México. Ebd. 1991.
- Mask Arts of Mexico. San Francisco 1998. (gemeinsam mit Sayer, Chloë) ISBN 0-8118-0811-4
- Masks of Mexico: Tigers, Devils, and the Dance of Life. Santa Fe 1999. (gemeinsam mit Mauldin, Barbara) ISBN 0-89013-325-5
- Behind the Mask in Mexico. Museum of New Mexico Press, Dezember 1988. ISBN 0-89013-189-9